# 9ª etapa del Giro de Italia 2017
La 9ª etapa del Giro de Italia 2017 tuvo lugar el 13 de mayo de 2017 entre Montenero di Bisaccia y Blockhaus sobre un recorrido de 149 km.

## Clasificación de la etapa
La clasificación de la etapa fue la siguiente:
| \| Clasificación de la etapa \| Clasificación de la etapa \| Clasificación de la etapa \| Clasificación de la etapa \| Clasificación de la etapa \| \| Ciclista \| Ciclista \| Equipo \| Tiempo \| \| \| ------------------------- \| ------------------------- \| ------------------------- \| ------------------------- \| ------------------------- \| \| 1.º \| Nairo Quintana \| Movistar Team \| 3 h 44 min 51 s \| \| \| 2.º \| Thibaut Pinot \| FDJ \| + 24 s \| \| \| 3.º \| Tom Dumoulin \| Team Sunweb \| + 24 s \| \| \| 4.º \| Bauke Mollema \| Trek-Segafredo \| + 41 s \| \| \| 5.º \| Vincenzo Nibali \| Bahrain-Merida \| + 1 min 00 s \| \| \| 6.º \| Domenico Pozzovivo \| AG2R La Mondiale \| + 1 min 18 s \| \| \| 7.º \| Tanel Kangert \| Astana \| + 2 min 02 s \| \| \| 8.º \| Ilnur Zakarin \| Katusha-Alpecin \| + 2 min 14 s \| \| \| 9.º \| Sébastien Reichenbach \| FDJ \| + 2 min 28 s \| \| \| 10.º \| Davide Formolo \| Cannondale-Drapac \| + 2 min 35 s \| \| |                       |                   |                 |
| |                       |                   |                 |
| Fuente: ProCyclingStats |                       |                   |                 |
| Clasificación de la etapa |                       |                   |                 |
| Ciclista | Ciclista              | Equipo            | Tiempo          |
| 1.º | Nairo Quintana        | Movistar Team     | 3 h 44 min 51 s |
| 2.º | Thibaut Pinot         | FDJ               | + 24 s          |
| 3.º | Tom Dumoulin          | Team Sunweb       | + 24 s          |
| 4.º | Bauke Mollema         | Trek-Segafredo    | + 41 s          |
| 5.º | Vincenzo Nibali       | Bahrain-Merida    | + 1 min 00 s    |
| 6.º | Domenico Pozzovivo    | AG2R La Mondiale  | + 1 min 18 s    |
| 7.º | Tanel Kangert         | Astana            | + 2 min 02 s    |
| 8.º | Ilnur Zakarin         | Katusha-Alpecin   | + 2 min 14 s    |
| 9.º | Sébastien Reichenbach | FDJ               | + 2 min 28 s    |
| 10.º | Davide Formolo        | Cannondale-Drapac | + 2 min 35 s    |

## Clasificaciones al final de la etapa
La clasificación general tras la etapa fue:

### Clasificación general
| \| Clasificación general \| Clasificación general \| Clasificación general \| Clasificación general \| Clasificación general \| \| Ciclista \| Ciclista \| Equipo \| Tiempo \| \| \| --------------------- \| --------------------- \| --------------------- \| --------------------- \| --------------------- \| \| 1.º \| Nairo Quintana \| Movistar Team \| 42 h 06 min 09 s \| \| \| 2.º \| Thibaut Pinot \| FDJ \| + 28 s \| \| \| 3.º \| Tom Dumoulin \| Team Sunweb \| + 30 s \| \| \| 4.º \| Bauke Mollema \| Trek-Segafredo \| + 51 s \| \| \| 5.º \| Vincenzo Nibali \| Bahrain-Merida \| + 1 min 10 s \| \| \| 6.º \| Domenico Pozzovivo \| AG2R La Mondiale \| + 1 min 28 s \| \| \| 7.º \| Ilnur Zakarin \| Katusha-Alpecin \| + 2 min 28 s \| \| \| 8.º \| Davide Formolo \| Cannondale-Drapac \| + 2 min 45 s \| \| \| 9.º \| Andrey Amador \| Movistar Team \| + 2 min 53 s \| \| \| 10.º \| Steven Kruijswijk \| LottoNL-Jumbo \| + 3 min 06 s \| \| |                    |                   |                  |
| |                    |                   |                  |
| Fuente: ProCyclingStats |                    |                   |                  |
| Clasificación general |                    |                   |                  |
| Ciclista | Ciclista           | Equipo            | Tiempo           |
| 1.º | Nairo Quintana     | Movistar Team     | 42 h 06 min 09 s |
| 2.º | Thibaut Pinot      | FDJ               | + 28 s           |
| 3.º | Tom Dumoulin       | Team Sunweb       | + 30 s           |
| 4.º | Bauke Mollema      | Trek-Segafredo    | + 51 s           |
| 5.º | Vincenzo Nibali    | Bahrain-Merida    | + 1 min 10 s     |
| 6.º | Domenico Pozzovivo | AG2R La Mondiale  | + 1 min 28 s     |
| 7.º | Ilnur Zakarin      | Katusha-Alpecin   | + 2 min 28 s     |
| 8.º | Davide Formolo     | Cannondale-Drapac | + 2 min 45 s     |
| 9.º | Andrey Amador      | Movistar Team     | + 2 min 53 s     |
| 10.º | Steven Kruijswijk  | LottoNL-Jumbo     | + 3 min 06 s     |

### Clasificación por puntos
| Clasificación por puntos | Clasificación por puntos | Clasificación por puntos      | Clasificación por puntos | Clasificación por puntos |
| Ciclista                 | Ciclista                 | Equipo                        | Puntos                   |                          |
| ------------------------ | ------------------------ | ----------------------------- | ------------------------ | ------------------------ |
| 1.º                      | Fernando Gaviria         | Quick-Step Floors             | 191 pts                  |                          |
| 2.º                      | Jasper Stuyven           | Trek-Segafredo                | 160 pts                  |                          |
| 3.º                      | André Greipel            | Lotto-Soudal                  | 129 pts                  |                          |
| 4.º                      | Caleb Ewan               | Orica-Scott                   | 100 pts                  |                          |
| 5.º                      | Lukas Pöstlberger        | Bora-Hansgrohe                | 98 pts                   |                          |
| 6.º                      | Daniel Teklehaimanot     | Dimension Data                | 78 pts                   |                          |
| 7.º                      | Kristian Sbaragli        | Dimension Data                | 76 pts                   |                          |
| 8.º                      | Silvan Dillier           | BMC Racing Team               | 68 pts                   |                          |
| 9.º                      | Eugert Zhupa             | Wilier Triestina-Selle Italia | 60 pts                   |                          |
| 10.º                     | Sam Bennett              | Bora-Hansgrohe                | 57 pts                   |                          |

### Clasificaciones por equipos

#### Clasificación por tiempo
| Clasificación por equipos | Clasificación por equipos | Clasificación por equipos | Clasificación por equipos |
| Equipo                    | Equipo                    | Tiempo                    |                           |
| ------------------------- | ------------------------- | ------------------------- | ------------------------- |
| 1.º                       | Movistar Team             | 126 h 26 min 41 s         |                           |
| 2.º                       | Astana                    | + 6 min 15 s              |                           |
| 3.º                       | UAE Team Emirates         | + 7 min 57 s              |                           |
| 4.º                       | Cannondale-Drapac         | + 10 min 44 s             |                           |
| 5.º                       | FDJ                       | + 15 min 13 s             |                           |
| 6.º                       | AG2R La Mondiale          | + 15 min 59 s             |                           |
| 7.º                       | Bahrain-Merida            | + 17 min 04 s             |                           |
| 8.º                       | Team Sunweb               | + 20 min 49 s             |                           |
| 9.º                       | BMC Racing Team           | + 22 min 45 s             |                           |
| 10.º                      | Trek-Segafredo            | + 26 min 09 s             |                           |

#### Clasificación por puntos
| Clasificación por equipos | Clasificación por equipos | Clasificación por equipos | Clasificación por equipos |
| Equipo                    | Equipo                    | Puntos                    |                           |
| ------------------------- | ------------------------- | ------------------------- | ------------------------- |
| 1.º                       | Quick-Step Floors         | 233 pts                   |                           |
| 2.º                       | Trek-Segafredo            | 197 pts                   |                           |
| 3.º                       | Bora-Hansgrohe            | 197 pts                   |                           |
| 4.º                       | Dimension Data            | 155 pts                   |                           |
| 5.º                       | UAE Team Emirates         | 150 pts                   |                           |
| 6.º                       | Orica-Scott               | 132 pts                   |                           |
| 7.º                       | Lotto-Soudal              | 120 pts                   |                           |
| 8.º                       | Movistar Team             | 118 pts                   |                           |
| 9.º                       | Bahrain-Merida            | 94 pts                    |                           |
| 10.º                      | Team Sunweb               | 85 pts                    |                           |